# IOPS
入出力操作毎秒（Input/output operations per second, IOPS, 「アイオーピーエス」または「アイオプス」と発音）は、ハードディスクドライブ（HDD）、ソリッドステートドライブ（SSD）、ストレージエリアネットワーク（SAN）などのコンピュータストーレジデバイスの入出力性能特性を示す単位。